# Универзални Трансверзални Меркаторов координатни систем
Универзални Транверзални Меркаторов (УТМ) координатни систем или универзални попречни Меркаторов координатни систем је систем за позиционирање на површини Земље уз пројецирање на карту Меркаторове пројекције. Овај координатни систем и дање задржава традиционални метод одређивања географске ширине и дужине, то јесте представља хоризонтални приказ положаја, што значи да игнорише надморску висину и третира земљу као савршен елипсоид . Међутим, разликује се од глобалне географске ширине / дужине по томе што дијели земљу на 60 зона и сваку пројектује на раван као основу за сопстевене координате. Одређивање локације значи одређивање зоне и x, y координате у тој равни. Пројекција са сфероида на УТМ зону је параметризација попречне Мерцаторове пројекције. Параметри прјектовања се разликују у зависности од државе или регије или система картирања.
Већина зона картирања у УТМ координатном систему протеже се кроз 6 степени географске дужине, а свака има означени централни меридијан. Фактор размјере пресликавања на централном меридијану је наведен на 0,9996 стварне размјере за већину УТМ система који се користе.  

## Историја
На интернет страници Националне управе за океане и атмосферу (НУОА) наводи се да је систем развио Инжењерски корпус Војске Сједињених Америчких Држава, почев од раних 1940-их.  Међутим, низ снимака из ваздуха пронађених у Bundesarchiv-Militärarchiv (војном одјељењу Немачког савезног архива ) који по свему судећи датирају од 1943–1944 имају на себи натпис УТМРЕФ праћен словима картографске мреже и цифрама, а пројектовани према попречној Меркаторовој пројекцији,  и то представља проналазак који би указивао да је нешто што се зове УТМ референтни координатни систем развио Вермахт у временском оквиру 1942–43. Вјероватно га је развио Abteilung für Luftbildwesen (Одјељење за снимање из ваздуха). Од 1947. надаље америчка војска користила је врло сличан систем, али за сада са стандардним фактором размјере пресликавања 0,9996 на централном меридијану, за разлику од немачког 1,0.  За подручја унутар Сједињених Америчких Држава које граниче једне с другом (изузев Аљаске и Хаваја) коришћен је елипсоид Кларка из 1866. године  . За преостала подручја Земље, укључујући Хаваје, коришћен је међународни елипсоид  . Свјетски геодетски систем WGS84 елипсоид се сада генерално користи за моделовање Земље у УТМ координатном систему, што значи да се тренутни УТМ сјевер у датој тачки може разликовати и до 200 метара од старог. За различите географске регионе, могиће је користити други датум.
Прије развоја Универзалног попречног Меркаторовог координатног система, неколико европских држава је изразило жељу за конформним картама заснованим на картографској мрежи картирања своје територије током међуратног периода због правоуглог координатног система, који је лак за прорачун међу-координата и релативно добро очуваних облика код пресликавања, гдје се код карата крупне размјере тај ефекат није ни уочавао, што ове пројекције чини погодним за употребу за Катастар. Израчунавање удаљености између двије тачке на овим картама могло би се на терену извршити лакше (користећи Питагорину теорему ) него што је то било могуће користећи тригонометријске формуле потребне у систему географске ширине и дужине засноване на геодетској мрежи криволинијских координатних система. У послијератним годинама, ови концепти проширени су на Универзални транверзални Меркатор / Универзални поларни стереографски систем (УТМ / УПС), који је глобални (или универзални) систем карата заснованих на геодетским мрежама картирања.
Попречна Меркаторова пројекција је варијанта Меркаторове пројекције, коју је првобитно развио фламански географ и картограф Герхард Меркатор, 1570. године. Ова пројекција је конформна, што значи да у картографском пресликавању чува једнакост углова и због тога је погодна за навигацију (јер линија која се повуче на карти под истим углом сјече мердијане као она која би сјекла глобус). Међутим, искривљује удаљености и површине, што се најбоље види на примјеру Гренланда који се пресликава на Меркатовој пројекцији у величини сличној Африке, а у стварности је 14 пута мања.

## Дефиниције

### УТМ зона
УТМ координатни систем дијели површину Земљу на 60 зона, од које је свака ширине 6 ° географске дужине. Зона 1 креће од географске дужине 180 ° до 174 ° запада; нумерација зона се повећава према истоку до зоне 60, која покрива географску дужину од 174 ° источно до 180 °. Поларни региони јужно од 80 ° S и сјеверно од 84 ° N су искључени из УТМ система. Главни разлог је драстично повећање деформација на половима, јер се као база картирања користи Меркаторова пројекција, којој је највећа мана управо картирање тих области.
Свака од 60 зона користи попречну Меркаторову пројекцију која може картирати регион у смјеру сјевера-југа у дугим појасима са малим изобличењима. Овдје се треба напоменути да иако УТМ корисити цилинадар и конформну пројекцију, не слаже се са Гаус-Кригереовом пројекцијом (ГКП) јер ГКП користи сјекући, а УТМ тангирајући цилиндар. Коришћењем уских зона од 6 ° дужине (до 668 км) у ширину и смањујући фактор размере дуж средишњег меридијана на 0,9996 (смањење од 1: 2500), количина деформација се држи испод 1 дела на 1 000 дио унутар сваке зоне. Скала деформација се повећава на 1.0010 на границама зоне дуж екватора .
У свакој зони фактор размјере средишњег меридијана смањује пречник попречног цилиндра дајући секундарну пројекцију са две стандардне линије или линијама праве размере, око 180 км са сваке стране и приближно паралелно са средишњем меридијаном (Arc cos 0,9996 = 1,62 ° на екватору). Размјера је мања од 1 унутар стандардних линија и већа од 1 изван њих, али укупна изобличења су сведена на минимум. То значи да зоне нису формиране од теселације постојеће картографске мреже на Земљи, већ супротно, за сваку се независно одређују параметри, па тек на крају се спаја. Управо због тога је незахвално картирати у УТМ-у на граничним подручјима.

### Картографске мреже које се преклапају
Деформација размјере се повећава у свакој УТМ зони како се подручја картирања приближавају ка границама између сусједних УТМ зона. Међутим, често је згодно или неопходно мјерити низ положаја на једној  картографској мрежи када се области налазе у двије додирујуће зоне. Око граница карата ситне размјере (1: 100.000 или веће) координате за обе сусједне УТМ зоне обично се штампају на минималној удаљености од 40 км са обе стране границе зоне. У савршеном случају, координате сваке локације треба мјерити на мрежи за зону у којој се налазе, али пошто је фактор размјере још увијек релативно мали близу граница зоне, могуће је преклапање мјерења у сусједну зону на одређено растојање када је то потребно, премда се деформације повећавају.

## Географске ширине
Географске ширине нису дио УТМ -а, већ се коирсте као дио референтног система војне мреже (РСВМ), првенствено од стране армија у саставу НАТО-а. 

### Зоне географских ширина
Свака зона је подјељена на 20 зона географских ширина. Сваки опсег географске ширине је висок 8 степени и словима почиње од "C" на 80 ° S, и идући осталим словима енглеске абецеде до "X", изостављајући слова "I" и "О" (због сличности са бројевима један и нулам, па да не би дошло зо забуне у комбинацији са бројевима). Посљедњи опсег географске ширине, "X", продужен је за додатна 4 степена, па се завршава на 84 ° N географске ширине, покривајући тако најсеверније копнене масе на Земљи.
Латитудни опсези "А" и "B" постоје, теоретски, као и опсези "Y" и "Z", али ови опсези покривају западну и источну страну антарктичког и арктичког региона, то јест поларне зоне Земљине кугле. 

### Нотација зона
Комбинација зоне и географске ширине дефинише зону мреже УТМ-а. Зона се увијек прво исписује, а затим слиједи одговарајући појас географских ширина. На примјер, (види слику, горе десно), позиција у Торонту, Онтарио, Канада, пала би у зону 17 и појас географских ширина "Т", па је пуна ознака зоне мреже "17Т". Мрежне зоне служе за оцртавање неправилних граница УТМ зоне.

### Изузеци
Ове мреже су уједначене по коришћењу за цијели свијет, осим у два случаја. На југозападној обали Норвешке, зона мреже 32V (ширине 9 °) проширена је западније, а зона мреже 31V (ширине 3 ° географске ширине) је сходно томе смањена да покрије само отворене воде. Такође, у региону око Свалбарда, четири зоне мреже 31X (9 ° географске дужине по ширини), 33X (12 ° географске дужине по ширини), 35X (12 ° географске дужине по ширини) и 37X (9 ° географске дужине у ширина) проширују се тако да покривају оно што би иначе било покривено са седам зона мреже 31X до 37X. Три мреже мреже 32X, 34X и 36X се не користе. Наведена проширења управо указују на недостатке УТМ-а за сјеверна подручја Европе.
- Мрежне зоне у разним дијеловима свијета
- Европа
- Африка
- Јужна Америка
- Берингово море са Аљаском